# بطولة آسيا لكرة الصالات للسيدات 2015
كانت بطولة آسيا لكرة الصالات للسيدات 2015 النسخة الأولى من بطولة آسيا لكرة الصالات للسيدات، وهي بطولة دولية تقام كل سنتين تحت إشراف الاتحاد الآسيوي لكرة القدم (AFC) لمنتخبات كرة الصالات للسيدات في آسيا. أُقيمت البطولة في نيلاي [الإنجليزية]، ماليزيا، بين 21 و26 سبتمبر 2015.

## المنتخبات المتأهلة
شارك ما مجموعه ثمانية منتخبات وطنية من أعضاء الاتحاد الآسيوي لكرة القدم في البطولة. وُجِّهت الدعوات بناءً على المشاركة في النسختين السابقتين من الألعاب الآسيوية الداخلية والفنون القتالية [الإنجليزية] (2009 و2013).
| الفريق    | التأهل عبر                                                                      | الظهور |
| --------- | ------------------------------------------------------------------------------- | ------ |
| ماليزيا   | الدولة المستضيفة / المشاركون في الألعاب الآسيوية الداخلية والفنون القتالية 2013 | الأول  |
| الصين     | المشاركون في الألعاب الآسيوية الداخلية والفنون القتالية 2013                    | الأول  |
| هونغ كونغ | المشاركون في الألعاب الآسيوية الداخلية والفنون القتالية 2013                    | الأول  |
| إيران     | المشاركون في 2009 و2013                                                         | الأول  |
| اليابان   | المشاركون في 2009 و2013                                                         | الأول  |
| تايلاند   | المشاركون في 2009 و2013                                                         | الأول  |
| أوزبكستان | المشاركون في 2009 و2013                                                         | الأول  |
| فيتنام    | المشاركون في 2009 و2013                                                         | الأول  |

ملاحظات
- إندونيسيا استبعدوا من المنافسة بسبب الإيقاف من قبل الفيفا.[2]
- الأردن انسحبوا قبل إجراء القرعة.[3]

## الملاعب
أُقيمت جميع المباريات في استاد نيلاي الداخلي، نيلاي [الإنجليزية].
| نيلايْ ‏              |
| ------------------- |
| استاد نيلاي الداخلي |
| السعة:              |

## سحب القرعة
أُجريت القرعة في 14 يوليو 2015 في مقر الاتحاد الآسيوي لكرة القدم في كوالالمبور، ماليزيا. وُزعت الفرق الثمانية على مجموعتين من أربعة فرق (فريق واحد مُصنف وأربعة غير مصنفين). كانت اليابان وإيران، اللتان احتسبتا بطل ووصيف الألعاب الآسيوية الداخلية وفنون القتالية ‏، مدرجتان في الوعاء الأول (Pot 1)، بينما أُدرجت الفرق الأخرى غير المصنفة في الوعاء الثاني (Pot 2).
| الوعاء الأول (مصنفة) | الوعاء الثاني (غير مصنفة)                                    |
| -------------------- | ------------------------------------------------------------ |
| - اليابان - إيران    | - الصين - هونغ كونغ - ماليزيا - تايلاند - أوزبكستان - فيتنام |

## المجموعات
تأهل أول فريقين من كل مجموعة إلى نصف النهائي.

معايير الترتيب في حالة التعادل
ترتيب الفرق وفقاً لنظام النقاط (3 نقاط للفوز، نقطة واحدة للتعادل، ولا نقاط للخسارة). وإذا تعادلت النقاط، تطبق معايير التعادل التالية:
1. عدد النقاط المحصلة في المباريات المشتركة بين الفرق المتعادلة؛
2. فارق الأهداف من المباريات المشتركة بين الفرق المتعادلة؛
3. عدد الأهداف المسجلة في المباريات المشتركة بين الفرق المتعادلة؛
4. إذا استمر التعادل بعد تطبيق المعايير من 1 إلى 3، يعاد تطبيقها على المباريات المشتركة بين الفرق المعنية لتحديد الترتيب النهائي. وإذا لم يُحسم التعادل، تُطبّق المعايير من 5 إلى 9؛
5. فارق الأهداف في جميع مباريات المجموعة؛
6. عدد الأهداف المسجلة في جميع مباريات المجموعة؛
7. ركلات جزاء ترجيحية إذا كان هناك فريقان فقط متعادلان وكانا على أرض الملعب؛
8. أقل عدد للنقاط المحسوبة وفقاً لعدد البطاقات الصفراء والحمراء المستلمة في مباريات المجموعة (بطاقة صفراء واحدة تُحسب كنقطة، 3 نقاط لبطاقة حمراء نتيجة لبطاقتين صفراوين، 3 نقاط لبطاقة حمراء مباشرة، 4 نقاط لبطاقة صفراء تليها بطاقة حمراء مباشرة)؛
9. قرعة يانصيب.

جميع الأوقات بتوقيت ت ع م+08:00.

### المجموعة أ
| م | الفريق      | لعب | ف | ت | خ | أ.له | أ.ع | أ.ف | نقاط | التأهل             |
| - | ----------- | --- | - | - | - | ---- | --- | --- | ---- | ------------------ |
| 1 | إيران       | 3   | 3 | 0 | 0 | 19   | 3   | +16 | 9    | مرحلة خروج المغلوب |
| 2 | ماليزيا (H) | 3   | 2 | 0 | 1 | 15   | 9   | +6  | 6    | مرحلة خروج المغلوب |
| 3 | هونغ كونغ   | 3   | 0 | 1 | 2 | 4    | 13  | −9  | 1    |                    |
| 4 | أوزبكستان   | 3   | 0 | 1 | 2 | 8    | 21  | −13 | 1    |                    |

| أوزبكستان                             | 4–9    | ماليزيا                                                                                 |
| ------------------------------------- | ------ | --------------------------------------------------------------------------------------- |
| ساريكوفا 25'، 32'، 35' · يوسوبوفا 32' | Report | ياسين 15'، 27'، 38' · ريدزوان 16'، 35'، 39' · شزرين منازلي 24' · أسلمان 26' · شاهدة 37' |

| إيران                                                     | 6–0    | هونغ كونغ |
| --------------------------------------------------------- | ------ | --------- |
| زارعي 5' · شيربيجي 24'، 29' (ركلة.)، 34'، 35' · كريمي 32' | Report |           |

| ماليزيا                                                            | 4–1    | هونغ كونغ                   |
| ------------------------------------------------------------------ | ------ | --------------------------- |
| كونغ وين يان [الإنجليزية] 7' (ه.ذ.) · شاهدة 30' · ريدزوان 33'، 35' | Report | وونغ سو هان [الإنجليزية] 5' |

| أوزبكستان   | 1–9    | إيران |
| ----------- | ------ | --- |
| يوسوبوفا 9' | Report | كريمي 5'، 37' · زرينراد 8' · غولامي 13' · طرازي 18' · ساريكوفا 25' (ه.ذ.)، 26' (ه.ذ.) · شيربيجي 29' · زارعي 30' |

| هونغ كونغ                                                    | 3–3    | أوزبكستان                                   |
| ------------------------------------------------------------ | ------ | ------------------------------------------- |
| كونغ وين يان [الإنجليزية] 14'، 39' · نج وين كوم [الإنجليزية] | Report | يوسوبوفا 22' · توردبويفا 24' · ساريكوفا 24' |

| إيران                                   | 4–2    | ماليزيا                  |
| --------------------------------------- | ------ | ------------------------ |
| زارعي 1' · زرينراد 23' · كريمي 27'، 29' | Report | ريدزوان 16' (ركلة.)، 39' |

### المجموعة ب
| م | الفريق  | لعب | ف | ت | خ | أ.له | أ.ع | أ.ف | نقاط | التأهل             |
| - | ------- | --- | - | - | - | ---- | --- | --- | ---- | ------------------ |
| 1 | اليابان | 3   | 3 | 0 | 0 | 14   | 5   | +9  | 9    | مرحلة خروج المغلوب |
| 2 | تايلاند | 3   | 2 | 0 | 1 | 7    | 5   | +2  | 6    | مرحلة خروج المغلوب |
| 3 | الصين   | 3   | 1 | 0 | 2 | 5    | 12  | −7  | 3    |                    |
| 4 | فيتنام  | 3   | 0 | 0 | 3 | 5    | 9   | −4  | 0    |                    |

| تايلاند                                                           | 3–1    | الصين     |
| ----------------------------------------------------------------- | ------ | --------- |
| ساسيتشا فوتيوونج 4' · نيبابورن سريواروم 7' · هاتايشانك تباكان 32' | Report | ماو ييفان |

| اليابان                                                                    | 4–2    | فيتنام                 |
| -------------------------------------------------------------------------- | ------ | ---------------------- |
| شيكاجي كيتشيباياشي 5' (ركلة.)، 24' · مايكو هيغاشياما 10' · أكاري تاكاو 12' | Report | نجوين ثي تشاو 34'، 39' |

| الصين                                         | 3–2    | فيتنام                                                         |
| --------------------------------------------- | ------ | -------------------------------------------------------------- |
| ليو جينج [الإنجليزية] 2' · ماو ييفان 30'، 35' | Report | فام ثي توي [الإنجليزية] 16' · نجوين ثي مي آنه [الإنجليزية] 21' |

| تايلاند                                   | 2–3    | اليابان                                         |
| ----------------------------------------- | ------ | ----------------------------------------------- |
| مامايلي سوويتري 36' · سيرانيا سريماني 38' | Report | موتسومي ساكاتا 6' · شيكاجي كيتشيباياشي 20'، 31' |

| فيتنام                     | 1–2    | تايلاند                                    |
| -------------------------- | ------ | ------------------------------------------ |
| فام ثي توي [الإنجليزية] 2' | Report | سيرانيا سريماني 13' · ساسيتشا فوتيوونج 38' |

| اليابان | 7–1    | الصين                     |
| --- | ------ | ------------------------- |
| شيوري ناكاجيما 3' · ساوري كاتو 7'، 8' · ميناكو سيكينادا 8' · آنا أميشيرو 20' · مايكو هيغاشياما 37' · وانغ هوي 40' (ه.ذ.) | Report | ليو جينج [الإنجليزية] 33' |

## مرحلة خروج المغلوب
في مرحلة خروج المغلوب، يُستخدم الوقت الإضافي وركلات الجزاء الترجيحية لتحديد الفائز إذا لزم الأمر (لن يُستخدم الوقت الإضافي في مباراة تحديد المركز الثالث).

### الجدول الإقصائي
|  | نصف النهائي                    | نصف النهائي |                                |   | النهائي | النهائي |
|  |                                |             |                                |   |         |         |
|  | 25 سبتمبر – نيلاي [الإنجليزية] |             |                                |   |         |         |
|  |                                |             |                                |   |         |         |
|  | إيران                          | 1           |                                |   |         |         |
|  | إيران                          | 1           | 26 سبتمبر – نيلاي [الإنجليزية] |   |         |         |
|  | تايلاند                        | 0           |                                |   |         |         |
|  | تايلاند                        | 0           | إيران                          | 1 |         |         |
|  | 25 سبتمبر – نيلاي [الإنجليزية] |             | إيران                          | 1 |         |         |
|  |                                | اليابان     | 0                              |   |         |         |
|  | اليابان                        | اليابان     | 0                              | 8 |         |         |
|  | اليابان                        |             |                                | 8 |         |         |
|  | ماليزيا                        | 1           |                                |   |         |         |
|  | ماليزيا                        | 1           | النهائي                        |   |         |         |
|  |                                |             |                                |   |         |         |
|  | 26 سبتمبر – نيلاي [الإنجليزية] |             |                                |   |         |         |
|  |                                |             |                                |   |         |         |
|  | تايلاند                        | 4           |                                |   |         |         |
|  | تايلاند                        | 4           |                                |   |         |         |
|  | ماليزيا                        | 1           |                                |   |         |         |

### نصف النهائي
| إيران           | 1–0    | تايلاند |
| --------------- | ------ | ------- |
| زهرة ميسامي 32' | Report |         |

| اليابان | 8–1    | ماليزيا                 |
| --- | ------ | ----------------------- |
| موتسومي ساكاتا 2'، 35' · آنا أميشيرو 12' · كانا كيتاجاوا 15' · مايكو هيغاشياما 23' · شيكاجي كيتشيباياشي 39' (ركلة.)، 40'، 40' | Report | سيتي نورعزيزاه جمال 35' |

### مباراة تحديد المركز الثالث
| تايلاند                                                                                      | 4–1    | ماليزيا          |
| -------------------------------------------------------------------------------------------- | ------ | ---------------- |
| مامايلي سوويتري 13' · هاتايشانك تباكان 15' · دارياك بيانبايلون 21' · شزرين منازلي 34' (ه.ذ.) | Report | ماستورة ماجد 11' |

### النهائي
| إيران    | 1–0    | اليابان |
| -------- | ------ | ------- |
| كريمي 8' | Report |         |

## الجوائز
| بطولة آسيا لكرة الصالات للسيدات أبطال 2015   |
| -------------------------------------------- |
| إيران                                        |
| منتخب إيران لكرة قدم الصالات للسيدات أول لقب |

- أفضل لاعبة[6]
  -  فرشتة كريمي [الإنجليزية]
- جائزة أفضل هدافة[7]
  -  فرحية ريدزوان (7 أهداف، فازت بالتفوق على  شيكاجي كيتشيباياشي)

## الهدافات
7 أهداف
- شيكاجي كيتشيباياشي
- فرحية ريدزوان

6 أهداف
- فرشتة كريمي [الإنجليزية]

5 أهداف
- شيريبيجي

4 أهداف
- ساريكوفا

3 أهداف
- ماو ييفان
- زارعي
- مايكو هيغاشياما
- موتسومي ساكاتا
- ياسين
- يوسوبوفا

2 أهداف
- ليو جينج [الإنجليزية]
- كونغ وين يان [الإنجليزية]
- زرينراد
- آنا أميشيرو
- ساوري كاتو
- شاهدة
- هاتايشانك تباكان
- مامايلي سوويتري
- ساسيتشا فوتيوونج
- سيرانيا سريماني
- نجوين ثي تشاو
- فام ثي توي [الإنجليزية]

1 هدف
- نج وين كوم [الإنجليزية]
- وونغ سو هان [الإنجليزية]
- ناسيمه غولامي
- زهرة ميسامي
- طرازي
- كانا كيتاجاوا
- شيوري ناكاجيما
- ميناكو سيكينادا
- أكاري تاكاو
- ماستورة ماجد
- سيتي نورعزيزاه جمال
- شزرين منازلي
- دارياك بيانبايلون
- نيبابورن سريواروم
- فيروزا تورديبويفا
- نجوين ثي مي آنه [الإنجليزية]

هدف ذاتي واحد
- وانغ هوي (ضد اليابان)
- كونغ وين يان [الإنجليزية] (ضد ماليزيا)
- شزرين منازلي (ضد تايلاند)

هدفان ذاتيان
- ساريكوفا (ضد إيران في كلتا المناسبتين)

المصدر: the-AFC.com

## روابط خارجية
- AFC Women's Futsal Championship
, the-AFC.com